# Alaksandra Ramanouska
Alaksandra Alehauna Ramanouska (błr. Аляксандра Алегаўна Раманоўская; ros. Александра Олеговна Романовская, Aleksandra Olegowna Romanowska; ur. 22 sierpnia 1996) – białoruska narciarka dowolna specjalizująca się w skokach akrobatycznych. W 2015 roku wystartowała na mistrzostwach świata w Kreischbergu, gdzie zajęła 11. miejsce. Najlepsze wyniki w Pucharze Świata osiągnęła w sezonie 2019/2020, zajmując 3. miejsce w klasyfikacji skoków akrobatycznych. Podczas rozgrywanych w 2018 roku igrzysk olimpijskich w Pjongczangu była czternasta. W 2019 roku, na mistrzostwach świata w Deer Valley zdobyła złoty medal.

## Osiągnięcia

### Igrzyska olimpijskie
| Miejsce | Dzień     | Rok  | Miejscowość | Konkurencja        | Zwyciężczyni  |
| ------- | --------- | ---- | ----------- | ------------------ | ------------- |
| 14.     | 16 lutego | 2018 | Pjongczang  | Skoki akrobatyczne | Hanna Huśkowa |

### Mistrzostwa świata
| Miejsce | Dzień       | Rok  | Miejscowość   | Konkurencja                  | Zwycięzca       |
| ------- | ----------- | ---- | ------------- | ---------------------------- | --------------- |
| 11.     | 15 stycznia | 2015 | Kreischberg   | Skoki akrobatyczne           | Laura Peel      |
| 19.     | 10 marca    | 2017 | Sierra Nevada | Skoki akrobatyczne           | Ashley Caldwell |
| 1.      | 6 lutego    | 2019 | Deer Valley   | Skoki akrobatyczne           | -               |
| 4.      | 7 lutego    | 2019 | Deer Valley   | Skoki akrobatyczne drużynowo | Szwajcaria      |

### Puchar Świata

#### Miejsca w klasyfikacji generalnej
- sezon 2011/2012: 137.
- sezon 2012/2013: 186.
- sezon 2013/2014: 179.
- sezon 2014/2015: 33.
- sezon 2015/2016: 34.
- sezon 2016/2017: 44.
- sezon 2017/2018: 25.
- sezon 2018/2019: 47.
- sezon 2019/2020: 23.

#### Miejsca na podium w zawodach
1. Lake Placid – 30 stycznia 2015 (skoki) – 1. miejsce
2. Mińsk – 20 lutego 2016 (skoki) – 3. miejsce
3. Moskwa – 6 stycznia 2018 (skoki) – 2. miejsce
4. Moskwa – 16 lutego 2019 (skoki) – 1. miejsce
5. Shimao Lotus Mountain – 21 grudnia 2019 (skoki) – 2. miejsce
6. Shimao Lotus Mountain – 22 grudnia 2019 (skoki) – 2. miejsce
7. Deer Valley – 7 lutego 2020 (skoki) – 1. miejsce